# Sylvain Bouchard
Sylvain Bouchard (Loretteville, Quebec, 12 april 1970) is een voormalig Canadees langebaanschaatser. Zijn specialiteiten waren de 500 en 1000 meter.
Sylvain Bouchard verraste tijdens de Olympische Winterspelen van 1994 in Lillehammer door onverwachts 5e te worden op de 1000 meter. In de jaren erna toonde hij aan dat hij redelijk mee kon komen met de internationale schaatstop, maar absolute top was het nooit. In 1996 schaatste Bouchard een wereldrecord op de 1000 meter tijdens een nationaal kampioenschap, maar een dag later werd dit record alweer verbeterd door Kevin Overland. Na een jaar vol blessures in 1997 brak zijn beste jaar aan. Het wereldkampioenschap sprint was nog tegenvallend door een val op de tweede 500 meter. Op de Olympische Winterspelen van 1998 in Nagano stond hij op zowel de 500 als de 1000 meter net naast het podium, resp. 4e en 5e. Bouchard sloot zijn carrière zeer succesvol af tijdens de wereldkampioenschappen afstanden in Calgary met een zilveren plak op de 500 meter en een gouden op de 1000 meter. Op beide afstanden reed hij een nieuwe persoonlijke besttijd, waarvan de tijd op de 1000 meter ook een nieuw wereldrecord betekende.

## Records

### Persoonlijke records
| Afstand      | Tijd     | Datum            | Baan       |
| ------------ | -------- | ---------------- | ---------- |
| 500 meter    | 35,21    | 28 maart 1998    | Calgary    |
| 1000 meter   | 1.09,60  | 29 maart 1998    | Calgary    |
| 1500 meter   | 1.51,68  | 30 december 1997 | Calgary    |
| 3000 meter   | 4.20,64  | 31 december 1987 | Calgary    |
| 5000 meter   | 7.33,56  | 28 januari 1989  | Calgary    |
| 10.000 meter | 17.55,33 | 17 december 1989 | Sainte-Foy |

### Wereldrecords
| Nr. | Afstand    | Tijd    | Datum            | Baan    |
| --- | ---------- | ------- | ---------------- | ------- |
| 1.  | 1000 meter | 1.12,27 | 22 december 1995 | Calgary |
| 2.  | 1000 meter | 1.09,60 | 29 maart 1998    | Calgary |

## Resultaten
| Jaar | Olympische Spelen | WK Afstanden      | WK Sprint |
| ---- | ----------------- | ----------------- | --------- |
| 1994 | 11e 500m 5e 1000m |                   | 11e       |
| 1995 |                   |                   | 7e        |
| 1996 |                   | 10e 500m 8e 1000m | 5e        |
| 1997 |                   | 5e 1000m          | -         |
| 1998 | 4e 500m 5e 1000m  | 500m · 1000m      | 38e       |

- = geen deelname

### Medaillespiegel
| Kampioenschap     | Goud | Zilver | Brons |
| ----------------- | ---- | ------ | ----- |
| Olympische Spelen | 0    | 0      | 0     |
| WK Afstanden      | 1    | 1      | 0     |
| WK Sprint         | 0    | 0      | 0     |